# Emil Kaschub
Emil Kaschub, nach anderen Angaben Heinz Kaschub, (* 3. April 1919 in Mensguth; † 4. Mai 1977) war ein deutscher Chirurg, der im Auftrag der Wehrmacht im KZ Auschwitz an Häftlingen Experimente zur Erkennung von Simulanten vornahm.

## Leben
Kaschub, Angehöriger einer Studentenkompanie, war im Rang eines Feldwebels Arzt bei der Wehrmacht. Im Auftrag der Wehrmacht sollte Kaschub durch Versuche an KZ-Häftlingen Methoden erforschen, die Wehrmachtsangehörige anwandten, um Krankheiten vorzutäuschen. Insgesamt drei Versuchsreihen wurden ab August 1944 durch Kaschub im KZ Auschwitz vorgenommen, von denen bis zu fünfzig durch Kaschub ausgewählte jüdische KZ-Häftlinge zu pseudomedizinischen Menschenexperimenten missbraucht wurden. Die Zahl der Todesopfer von Kaschubs Versuchen ist unbekannt.
Am 22. August 1944 zeigte Standortarzt Eduard Wirths Kaschub den Block 28 des Stammlagers. Im Saal 13 des Blocks 28 fanden vom 24. August bis zum 15. September 1944 die so genannten Phlegmone-Versuche statt. Den etwa dreißig Versuchsopfern wurde ein petroleumhaltiges Serum injiziert. Nach ein bis zwei Wochen wurden die eitrigen Phlegmone geöffnet und die daraus gewonnene Flüssigkeit zur Auswertung in die Wehrmachts-Sanitätsdienststelle nach Breslau gesandt. Vom 24. August bis zum 25. Oktober 1944 wurden von Kaschub Brandwundenversuche an KZ-Häftlingen vorgenommen. Den Opfern wurden schwere Verbrennungen am Körper zugefügt. Die aus den Brandblasen gewonnene Flüssigkeit sowie Stücke verbrannter Haut wurden ebenfalls nach Breslau zur Untersuchung gesandt. Zudem erforschte Kaschub die Vortäuschung von Gelbsucht im Wege der Verabreichung von Pikrinsäure an KZ-Häftlinge. Nach Beendigung der Menschenexperimente erfolgte am 3. April 1945 die Promotion Kaschubs an der Friedrich-Schiller-Universität Jena. Kriegsbedingt fiel Kaschubs mündliche Prüfung aus. Seine Dissertation war nach Kriegsende nicht auffindbar.
Nach dem Krieg zog Kaschub innerhalb der Bundesrepublik Deutschland mehrfach um. Ab 1963 war Kaschub Leiter der Chirurgie am Bethanien-Krankenhaus in Frankfurt am Main. Zeitgleich arbeitete er als Durchgangsarzt für die Berufsgenossenschaften. Infolge Kaschubs Tod wurde ein gegen ihn eingeleitetes Ermittlungsverfahren der Staatsanwaltschaft Frankfurt am Main eingestellt.